# Вікторія (Румунія)
Вікторія (рум. Victoria) — місто у повіті Брашов в Румунії.
Місто розташоване на відстані 179 км на північний захід від Бухареста, 70 км на захід від Брашова, 144 км на південний схід від Клуж-Напоки.

## Населення
За даними перепису населення 2002 року у місті проживали 9059 осіб.
Національний склад населення міста:
| Національність | Кількість осіб | Відсоток |
| -------------- | -------------- | -------- |
| румуни         | 8883           | 98,1%    |
| угорці         | 73             | 0,8%     |
| німці          | 53             | 0,6%     |
| цигани         | 39             | 0,4%     |
| болгари        | 3              | < 0,1%   |
| українці       | 2              | < 0,1%   |

Рідною мовою назвали:
| Мова       | Кількість осіб | Відсоток |
| ---------- | -------------- | -------- |
| румунська  | 8939           | 98,7%    |
| угорська   | 63             | 0,7%     |
| німецька   | 46             | 0,5%     |
| болгарська | 3              | < 0,1%   |
| італійська | 2              | < 0,1%   |
| циганська  | 1              | < 0,1%   |
| російська  | 1              | < 0,1%   |

Склад населення міста за віросповіданням:
| Релігія                                       | Кількість осіб | Відсоток |
| --------------------------------------------- | -------------- | -------- |
| православні                                   | 8684           | 95,9%    |
| баптисти                                      | 80             | 0,9%     |
| римо-католики                                 | 53             | 0,6%     |
| адвентисти                                    | 47             | 0,5%     |
| п'ятдесятники                                 | 32             | 0,4%     |
| реформати                                     | 28             | 0,3%     |
| греко-католики                                | 26             | 0,3%     |
| лютерани (Синодально-пресвітеріанська церква) | 25             | 0,3%     |
| лютерани                                      | 18             | 0,2%     |
| лютерани (Аугсбурзького сповідання)           | 13             | 0,1%     |
| бретрени                                      | 10             | 0,1%     |
| мусульмани                                    | 2              | < 0,1%   |
| унітарії                                      | 2              | < 0,1%   |
| не релігійні                                  | 2              | < 0,1%   |
| атеїсти                                       | 2              | < 0,1%   |

## Зовнішні посилання
- Дані про місто Вікторія на сайті Ghidul Primăriilor [Архівовано 6 липня 2009 у Wayback Machine.]